# Histidinemie
Histidinemie je vzácná metabolická porucha charakterizovaná zvýšenými hladinami histidinu v krvi, moči a mozkomíšním moku, obvykle bez klinických následků.

## Klinický popis
Histidenemie je definována jako zvýšené množství histidinu v krvi, moči a mozkomíšním moku a snížené hladiny metabolitu kyseliny urokanové v krvi, moči a kůži. Ve většině případů histidinemie je stav považován za benigní, bez potřeby léčby či zvláštní diety.
U malé podskupiny pacientů se specifickými příhodami v novorozeneckém období, jako je nedostatek kyslíku, se předpokládá, že histidinemie může přispívat k rozvoji mentálního postižení, poruchám pozornosti nebo učení.

## Příčiny
Histidinemie je dědičný stav charakterizovaný zvýšenou hladinou aminokyseliny histidinu v krvi, stavebního kamene většiny proteinů. Histidinemie je způsobena nedostatkem enzymu, který štěpí histidin. Histidinemie obvykle nezpůsobuje žádné zdravotní problémy a většina lidí se zvýšenými hladinami histidinu si neuvědomuje, že mají tento stav.

## Diagnostika
Nemoc může být diagnostikována pomocí laboratorních testů moči a krve. Diagnóza může být potvrzena absencí nebo výrazným snížením aktivity histidázy v kůži nebo nepřítomností kyseliny urokanové v kůži.

## Léčba
Omezení histidinu ve stravě vrací hladinu histidinu v krvi zpět k normálu a eliminuje močové imidazolové metabolity u pacientů s histidinemií a deficitem urokanázy. Vzhledem k benigní povaze tohoto stavu však není nutná žádná naléhavá léčba.

## Výskyt
Histidinémie je vzácné autozomálně recesivní onemocnění. Nicméně histidinémie je považována za nejrozšířenější vrozenou poruchu metabolismu s hlášeným výskytem 1:8600 (Quebec); 1:180 000 (New York) a 1:9600 (Japonsko); a v průměru 1:12 000 pozorovaných při novorozeneckém screeningu u více než 20 milionů novorozenců.